# Monts Tsitsikamma
Les monts Tsitsikamma, Tsitsikamma Mountains en anglais, sont une chaîne de montagnes orientée est-ouest située dans la région de la Garden Route sur la côte sud de l'Afrique du Sud dans les provinces du Cap-Occidental et du Cap-Oriental.

## Toponymie
Tsitsikamma signifie « lieu où il y a beaucoup d'eau » dans la langue khoekhoe.

## Géographie

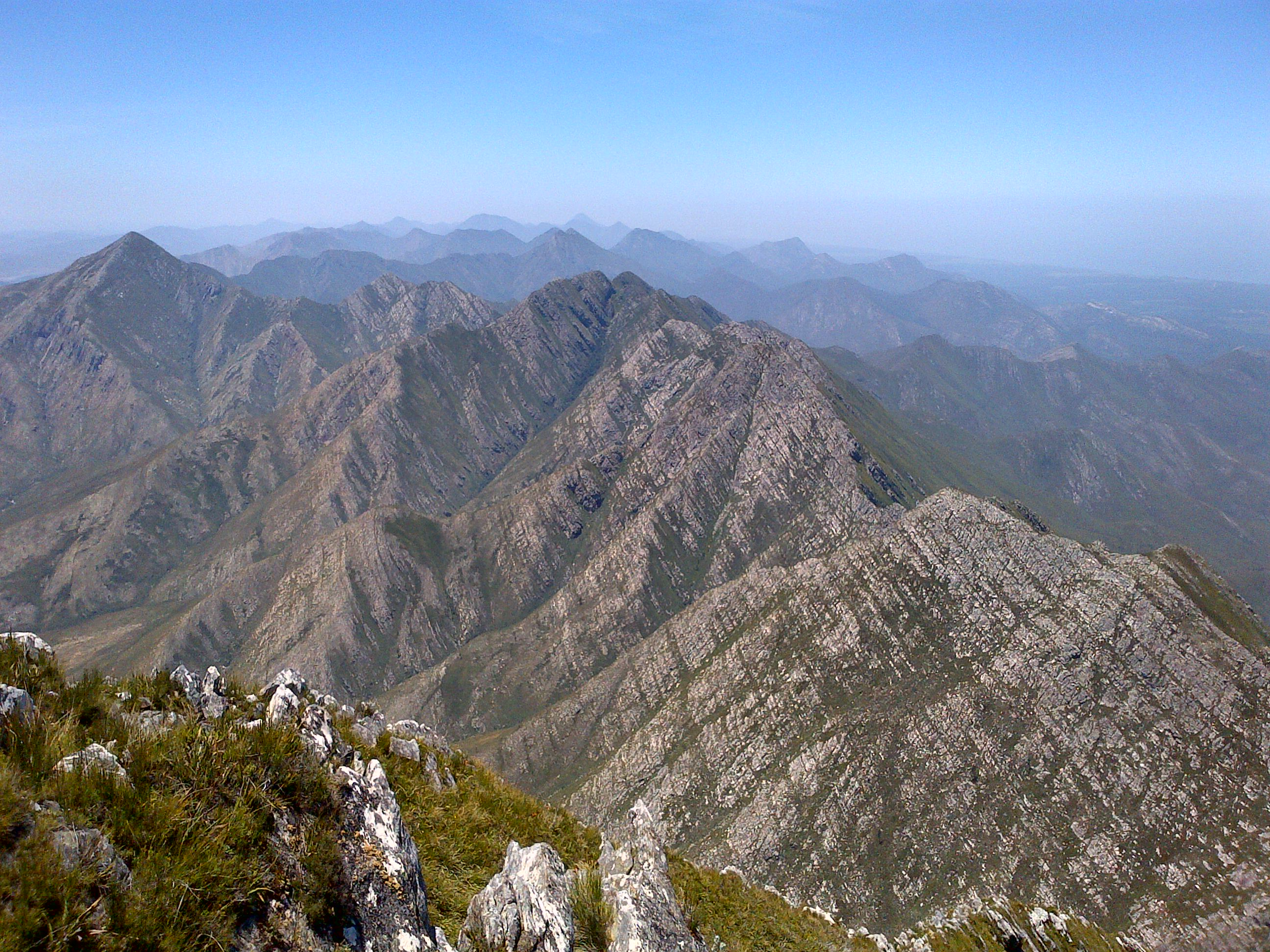
Vue sur la chaîne depuis le pic Formosa.

Les monts Tsitsikamma s’étendent sur un peu plus de 80 km à partir de la rivière Keurbooms à l’ouest, juste au nord de la baie de Plettenberg, et jusqu’au col de Kareedouw et à la rivière Eerste à l’est, près de la ville de Kareedouw. Elle forme une chaîne continue avec les monts Outeniqua à l’ouest. La chaîne se compose presque exclusivement de grès de la montagne de la Table qui est extrêmement résistant à l’érosion. Le pic Formosa en est le point culminant à 1 675 m.
Le climat y est extrêmement doux, avec des variations de température entre 10 °C et 25 °C en général et des précipitations supérieures à 1 000 mm par an. La région est couverte de forêts tempérées. La neige tombe parfois sur les plus hauts sommets en hiver.